# Рос, Анна Мария
Анна Мария Рос (швед. Anna Maria Roos; 9 апреля 1862, Стокгольм — 23 апреля 1938, Бомбей) — шведская писательница, поэтесса, композитор и теософ.

## Биография и творчество
Анна Мария Рос родилась в 1862 году в Стокгольме. Её родителями были глава почтового ведомства, член парламента Адольф Вильгельм Рос и его жена София Норденфальк. Помимо Анны Марии у них было четверо сыновей. Несмотря на довольно напряжённые отношения с матерью, Анна Мария жила вместе с ней до 43 лет.
С раннего детства Анна Мария начала писать стихи. Вначале она училась в частной школе для девочек, а в 1877 году поступила в школу Åhlin в Стокгольме. Затем она продолжила своё образование в Высшей педагогической семинарии для женщин (Högre lärarinneseminariet). Она увлекалась чтением, в особенности книгами Сельмы Лагерлёф, Алисы Тегнер и Гурли Линдер. Кроме того, в период учёбы она посещала литературные собрания и поэтические чтения, а также участвовала в театральных постановках. В 1890 году она опубликовала, под псевдонимом «Alfaro», свои произведения «I Gryningen» и «Lilla Elnas sagor». Последнее, названное в честь умершей в пятилетнем возрасте племянницы Анны Марии, представляло собой своеобразный сплав прозы, поэзии и баллад, который впоследствии станет характерным для стиля писательницы. Эта книга имела такой успех у критиков, что они спонсировали издание первого сборника стихотворений Анны Марии, вышедшего под её настоящим именем. В 1898 году она получила место редактора в журнале Ord och bild.
Анна Мария Рос много писала для детей и на рубеже веков была, вероятно, самой популярной детской писательницей Швеции. Не меньшей известностью пользовались её детские песни, яркие, смешные и мелодичные. Кроме того, она писала пьесы для детских постановок. Однако многим поколениям шведов имя Анны Марии Рос знакомо в первую очередь по двум учебникам для начальной школы, Sörgården и I Önnemo, впервые изданным в 1912 году. Обе книги, описывавшие времена года и связанную с ними сельскохозяйственную деятельность, служили одновременно учебниками родной речи и природоведения.
Несмотря на педагогическое образование, Анна Мария почти не работала учительницей (лишь недолгое время в качестве заместителя). Она не была замужем, и у неё не было детей. Помимо литературы, она серьёзно интересовалась религией и теософией. Последние десять лет жизни Анна Мария провела за границей, в таких странах, как Египет, Палестина, Италия, Германия, США, а также на Тенерифе. Причиной, по которой она покинула Швецию, стал её интерес к целительству наложением рук, в то время запрещённому в стране. Последним её путешествием стала поездка в Индию, где она собиралась этим способом исцелять больных. Анна Мария Рос умерла в 1938 году в Бомбее.